# Franz Laumen
Franz Laumen (* 18. Februar 1892 in Waldenrath; † 7. Mai 1984 in Winsen (Luhe)) war ein deutscher Verwaltungsbeamter, Bürgermeister und Landrat.

## Leben
Der Katholik Franz Laumen war ein Sohn des Landwirts Peter Josef Hubert Laumen und dessen Ehefrau Anna Agnes Franziska, geborene Janßen. Nach dem Besuch eines Gymnasiums in Münstereifel und der abgelegten Reifeprüfung im Jahr 1912 absolvierte er in Bonn und Köln bis 1920 ein Studium der Theologie, dann der Philologie und Rechtswissenschaften, sowie der Wirtschaftswissenschaften und Sozialwissenschaften. Von 1914 bis 1918 war Laumen Kriegsteilnehmer im Ersten Weltkrieg. 
Ab Juni 1920 erhielt er eine Anstellung als wissenschaftlicher Hilfsarbeiter beim Kreisausschuss Köln, bevor er am 1. Juni 1921, ebenfalls in Köln, mit seiner Schrift Das staedtische Rieselfeld zum Dr. rer. pol. promovierte. Nach einer Tätigkeit als Lehrer ab Januar 1922 an der westfälischen Verwaltungsschule Dortmund, war Laumen ab Januar 1924 Bürgermeister der Stadt Gangelt. 
Am 18. April 1933 wurde Laumen zum kommissarischen Landrat des Kreises Monschau ernannt, dem am 16. September 1933 die definitive Ernennung folgte. Mittels Erlass wurde er am 7. September 1934 in den einstweiligen und am 18. September 1934 aufgrund des § 6 BBG in den Ruhestand versetzt. Im Anschluss daran war er bei der Regierung Aachen im Gemeindeprüfungsamt sowie als Finanzprüfer im Angestelltenverhältnis tätig. Nach der erfolgten Wiederaufnahme in das Beamtenverhältnis zum 1. Januar 1936 wurde er als Finanzprüfer bei der Regierung Kassel übernommen, wo er 1945 aus dem Dienst ausschied. Nach der Kapitulation der Wehrmacht wurde Laumen vom US-amerikanischen Ortskommandanten Louis Tyroler für wenige Tage als Landrat in Korbach im Landkreis Waldeck eingesetzt, ehe er aufgrund seiner NS-Belastung in das Internierungslager Schwarzenborn eingewiesen wurde. Im Anschluss daran wurde er als Ausbildungsleiter für Sekretäre und Inspektoren in Korbach, Kassel und Fulda berufen, bevor er 1954 in den Ruhestand ging. Eine Wiederverwendung im Staatsdienst wurde vom Regierungspräsidenten im Regierungsbezirk Kassel, Fritz Hoch, abgelehnt.

## Politik
Laumen war zuerst Mitglied der Zentrumspartei, zum 1. Februar 1933 trat er dann der NSDAP bei (Mitgliedsnummer 1.441.326), für die er zwischen dem 5. Februar und dem 15. April 1933 Kreisleiter in Geilenkirchen war. Beantragt hatte Laumen seine Mitgliedschaft in der NSDAP bereits im Juli 1932, nachdem ein Verbot der Mitgliedschaft für Beamte von Franz von Papen aufgehoben worden war. Im Februar 1934 wurde er von Rudolf zur Bonsen (und im Einvernehmen mit Gauleiter Josef Grohé) zum Beauftragten der von Papen gegründeten Arbeitsgemeinschaft Katholischer Deutscher für die Diözese Aachen ernannt. Im August 1944 wurde Laumen aufgrund kritischer Äußerungen über führende Nationalsozialisten aus der NSDAP ausgeschlossen. Nach 1945 war er Mitglied in der Europa-Union Deutschland und engagierte sich als Fraktionsvorsitzender für die CDU-Kreistagsfraktion Waldeck.

## Publikation
- Das staedtische Rieselfeld, Köln, Wirtsch.- u. sozialwiss. Diss., 1921. OCLC 251112022

## Familie
Franz Laumen heiratete am 16. Mai 1924 in Dortmund-Brackel Maria Luise Schiffer.